# Колонна, Лоренцо Онофрио
Лоре́нцо Оно́фрио Коло́нна (итал. Lorenzo Onofrio Colonna; ум. 1423) — аристократ из рода Колонна, основатель ветви Колонна из Палиано, граф Марси, граф Альбы в 1419—1423 годах, синьор Дженаццано и Палиано.
Великий камерарий Неаполитанского королевства. Брат римского папы Мартина V. Кондотьер на службе у Неаполитанского королевства.

## Происхождение и служба
Точное время и место рождения Лоренцо Онофрио неизвестно. Он был сыном римского дворянина Агапито Колонна, носившего титулы синьора Дженаццано, Капраники, Палестрины, Сан-Вито и Чичильяно и римской дворянки Катерины Конти из рода синьоров Вальмонтоне. Приходился родным братом Оддоне Колонна, который стал римским папой под именем Мартина V.
С 1417 года находился на службе у правителей Неаполитанского королевства. Получил звание генерала. В 1419 году королева Джованна II Неаполитанская даровала ему титул графа Альбы.
Лоренцо Онофрио Колонна умер в 1423 году. Перед смертью он поделил все свои владения между детьми.

## Брак и потомство
Около 1411 года Лоренцо Онофрио Колонна сочетался браком со Свевой Каэтани (1404 — 31.10.1455), дочерью Якобелло Каэтани, синьора Сермонеты и Магазия-д’Эболи, принесшей супругу в приданое синьорию Джулиано. В браке у супругов родились семеро детей:
- Антонио (1408 — 21.02.1471), князь Салерно, маркиз Котроне, синьор Дженаццано, Палиано и прочее, неаполитанский и венецианский патриций, римский дворянин, кондотьер, оставил потомство в третьем браке с Империале Колонна (ум. 10.09.1480), дочерью Стефано Колонна, синьора Палестрины и Бассанело;
- Анна, римская дворянка, в 1417 году сочеталась браком с Джаннантонио I Орсини дель Бальцо (1386/1393 — 15.11.1463), князем Таранто, герцогом Бари;
- Просперо (ум. 24.03.1463), синьор Ардеи, Неми, Фраскати и прочее, венецианский патриций, римский дворянин, апостольский протонотарий, архипресвитер базилики Святого Иоанна в Латеране, с 1426 года кардинал-диакон (с 1430 года с титулом церкви Святых Сергия и Вакха), архидьякон коллегии кардиналов в 1437—1438 году, камерленго коллегии кардиналов;
- Одоардо (ум. 1485), герцог Марси, граф Альбы и Челано, синьор Дженаццано, Палиано и прочее, кондотьер, оставил потомство во втором браке с Филиппой Конти, дочерью Грато Конти, синьора Вальмонтоне;
- Катерина (ум. 9.10.1438), римская дворянка, 23 января 1424 года сочеталась браком с  Гвидантонио I да Монтефельтро, графом Монтефельтро и синьором Урбино;
- Виттория (ум. после 24.03.1463/1465), римская дворянка, венецианская патрицианка, сочеталась браком с Карло II Малатеста, синьором Пезаро;
- Ипполита, римская дворянка.

## Титулы
Граф Альбы, синьор Дженаццано, Каве, Рокка-ди-Каве, Чичильяно, Сан-Вито, Пизоньяно, Олевано, Сероне и Палиано, неаполитанский патриций, римский дворянин. Великий камерарий Неаполитанского королевства.